# Mr. Bones
Mr. Bones —  видеоигра с многим количеством жанров, созданная Zono Incorporated и Angel Studios и выпущенная для Sega Saturn в 1996 году. Игрок берет на себя роль ожившего скелета, пытающегося помешать оживившему его магу использовать свою армию нежити для опустошения мира. Большая часть игрового процесса зависит от эффективного управления «скелетным магнетизмом» — магией, удерживающей ожившее тело мистера Боунса вместе.
Несмотря на положительный приём, игра была быстро забыта. Тем не менее, она приобрела культовый статус, была признана ретро-игроками не только из-за своей оригинальности и разнообразия уровней, но и из-за видеороликов, встречающихся на протяжении всего приключения, сочетая видео в реальном времени с компьютерными персонажами и окружением.

## Сюжет
ДаГолиан — сумасшедший философ, который считает, что можно «обеспечить выживание добра, превратив злое процветание», чтобы очистить мир от зла. Играя со специальным набором ударных инструментов, основанных на науке и алхимии, он может использовать первобытную силу, которую он называет «скелетным магнетизмом» (или «скелетностью»), и вызывать мёртвых из своих могил в качестве своих скелетных солдат, также может быть как воскрешение мертвецов.
Один заключённый кладбища, однако, чист от сердца и, таким образом, воскрешён не с красным (злым) скелетом, а с синим (хорошим) скелетом. Из-за этого он сохраняет свою свободу воли. Этот факт быстро замечен ДаГолианом, и он приказывает своей вновь созданной армии уничтожить этого повстанца, который называет себя просто «мистером Боунсом».
Мистер Боунс настроен остановить план ДаГолиана. Он должен найти способ противодействовать злу красного скелета, пока миньоны ДаГолиана не настигнут его.

## Игровой процесс
Одно из заметных отличий Mr. Bones состоит в очень малом числе уровней, имеющих один и тот же стиль игрового процесса, пусть и с некоторыми исключениями. Почти каждый уровень выглядит и отличается от остальных. Некоторые уровни просто меняют перспективу камеры, в то время как другие предлагают свой собственный жанр.
Самый распространённый жанр, проходящий по всей игре — это платформер с небольшим изменением игрового процесса и угла обзора на уровне, но временами стили расходятся гораздо более резко: встречаются музыкальные ритм-уровни, в стиле Breakout, а также игра на запоминание. После того, как уровень будет успешно пройден, игрок может вернуться прямо на этот уровень из главного меню в любое время.

## Музыка
Саундтрек был написан и исполнен гитаристом Ронни Монтроузом, а Джим Хеджес зачислялся за «SMPC Music». Монтроуз также появляется в одном из видеороликов игры как слепой, который даёт мистеру Боунсу свою гитару.

### Саундтрек
Слова и музыка всех песен — Ronnie Montrose (except "Dry Moat", "The Valley" and "Mausoleum" written by Ronnie Montrose and Jim Hedges).
| №                   | Название            | Длительность |
| ------------------- | ------------------- | ------------ |
| 1.                  | «Manifesto»         | 6:56         |
| 2.                  | «Bones Is Bones»    | 4:38         |
| 3.                  | «Who's Out There?»  | 3:14         |
| 4.                  | «Don't Think Play»  | 3:54         |
| 5.                  | «The Village»       | 3:55         |
| 6.                  | «In This World»     | 3:41         |
| 7.                  | «The First Thing»   | 5:05         |
| 8.                  | «Dry Moat»          | 6:00         |
| 9.                  | «The Valley»        | 4:31         |
| 10.                 | «By the Way»        | 4:47         |
| 11.                 | «Red to Blue»       | 5:27         |
| 12.                 | «Shadow Monster»    | 3:35         |
| 13.                 | «Mausoleum»         | 4:33         |
| 14.                 | «Icy Lake»          | 3:06         |
| 15.                 | «The Last Word»     | 5:37         |
| Общая длительность: | Общая длительность: | 69:55        |

### Музыкальный состав
- Ронни Монтроуз — продюсер, электрогитара, акустическая гитара, басс-гитара, клавишник, вистл, вокал «Человечков»;
- Майрон Дав — басс-гитара;
- Билли Джонсон — ударник;
- Джо Хайнеман — клавишник;
- Мишель Грейбил — ударник, вокал «Человечков»;
- Фитц Хьюстон — голос Мр. Боунса.

## Разработка
Игровая демо-версия Mr. Bones была представлена на выставке Electronic Entertainment Expo в мае 1996 года.
Музыку написал музыкант Ронни Монтроуз. Это было частью более широкой тенденции признанных музыкантов в конце 1990-х, которые сочиняли музыку для видеоигр, другими примерами являются Иэн Макдональд, сочиняющий музыку для Wachenröder, и Стюарт Коупленд, сочиняющий музыку для Spyro the Dragon.
Кинематографические вставки были разработаны сняты Алленом Баттино. Актер Фитц Хьюстон был оригинальным голосом мистера Боунса, хотя с годами другие роли были переозвучены. Фитц Хьюстон также был вокалистом в песне «In This World».

## Отзывы
Мнение рецензентов о Mr. Bones разделилось: одни считали игровой процесс удивительно оригинальным и креативным, другие — всего лишь обыденным платформером в стиле 'хоп-н-боп'.
Том Хэм из GameSpot дал ему скромную оценку, но неизменно положительный отзыв, приветствуя уникальный дизайн сцены, различные точки зрения, главного героя, красивый и жуткий визуальный дизайн и саундтрек в стиле блюз-рок. Он охарактеризовал игру как «классный, музыкально интерактивный, многоуровневый скроллер, в который удивительно интересно играть».
Четыре рецензента Electronic Gaming Monthly также были в восторге, а Дэн Сюй подвел итог: «можно сказать, что над этим проектом работали настоящие гении». Большинство из них отметили, что различные типы игрового процесса на многих уровнях неизменно изобретательны и увлекательны, хотя Sushi-X сказал, что игровой процесс слаб, и что именно юмористические и аудиовизуально ошеломляющие полнометражные видеоролики делают игру приятной.
Напротив, GamePro полностью раскритиковал игру, сославшись на «незавершенную графику», несправедливо сложный искусственный интеллект противника и «безвкусный геймплей в стиле hop-n-bop». Они сказали, что музыка является положительным моментом, но звуковой фон в уровне "Glass Shards" раздражает.
Компания Next Generation отметила, что концепция игры очень необычна, но на большинстве уровней используется «довольно средний» игровой процесс с боковой прокруткой, который не соответствует оригинальности концепции. Они по-прежнему пришли к выводу, что игра умеренно привлекательна из-за ее юмора и особенно ее большой длины.
Ли Наттер из британского журнала Sega Saturn Magazine сказал, что отчасти из-за сильно запоздалого преобразования PAL Mr. Bones устарел к моменту его выпуска в Великобритании. Он утверждал, что различные типы игрового процесса просто делают игру похожей на обычный платформер с множеством неуместных мини-игр. Однако его главная критика заключалась в том, что «игра слишком явно американская».